# Стеклянный пляж
Стеклянный пляж (англ. Glass Beach) — пляж в национальном парке Маккеррихер (англ. MacKerricher State Park) близ города Форт-Брэгг в Калифорнии, получивший своё название из-за того, что покрыт множеством стеклянных камешков. Пляж является достопримечательностью города.

## Описание
Местные жители, считая это место свалкой, выбрасывали на него мусор — бытовые отходы, старую бытовую технику, автомобили, стекло. В 1967 году власти закрыли пляж и несколько раз проводили работы по его очистке. Неубранные мелкие осколки стекла полировались волнами и постепенно весь берег был усыпан тысячами разноцветных «стекляшек».
Уже с 1980-х годов стеклянный пляж стал очень популярным местом среди туристов.
В 2002 году почти вся территория бывшей свалки стала частью парка Маккеррихер, который расположен у Форта-Брэгг. С этих пор уборкой стеклянного пляжа занялись уже сами люди. Берег был очищен от большей части не переработанного природой мусора. Многие приезжают сюда посмотреть на чудо природы, сделать несколько снимков и отдохнуть. На память об удивительном пляже можно приобрести различные сувениры, сделанные местными умельцами из кусочков гладкого стекла.